# Coppa Bernocchi 1963
La Coppa Bernocchi 1963, quarantacinquesima edizione della corsa, si svolse il 22 settembre 1963 su un percorso di 215 km. Era valida come evento del circuito UCI categoria CB1.1. La vittoria fu appannaggio dell'italiano Aldo Moser, che terminò la gara in 6h35'00", che precedette i connazionali Adriano Durante e Vito Taccone. L'arrivo e la partenza della gara furono a Legnano.

## Ordine d'arrivo (Top 10)
| Pos. | Corridore        | Squadra        | Tempo    |
| ---- | ---------------- | -------------- | -------- |
| 1    | Aldo Moser       | San Pellegrino | 6h35'00" |
| 2    | Adriano Durante  | Legnano        | a 26"    |
| 3    | Vito Taccone     | Lygie          | a 26"    |
| 4    | Silvano Ciampi   | I.B.A.C.       | a 26"    |
| 5    | Walter Martin    | I.B.A.C.       | a 26"    |
| 6    | Angelo Conterno  | Carpano        | a 26"    |
| 7    | Franco Cribiori  | Gazzola        | a 26"    |
| 8    | Imerio Massignan | Legnano        | a 26"    |
| 9    | Renzo Fontona    | I.B.A.C.       | a 26"    |
| 10   | Luigi Mele       | Gazzola        | a 26"    |